# The Yardbirds Greatest Hits
The Yardbirds Greatest Hits è una raccolta del 1967 del gruppo rock The Yardbirds.
L'album fu l'LP di maggiore successo della band in classifica negli Stati Uniti, dove raggiunse la posizione numero 28 nella Billboard 200.

## Tracce
1. Shapes of Things
2. Still I'm Sad
3. New York City Blues
4. For Your Love
5. Over Under Sideways Down
6. I'm a Man
7. Happenings Ten Years Time Ago
8. Heart Full of Soul
9. Smokestack Lightning
10. I'm Not Talking